# École nationale supérieure des arts et industries textiles
Ne doit pas être confondu avec École des arts industriels et des mines.
L'École nationale supérieure des arts et industries textiles (ENSAIT) est l'une des 204 écoles d'ingénieurs françaises accréditées au 1er septembre 2020 à délivrer un diplôme d'ingénieur.
Fondée en 1881 et situé à Roubaix (Haut-de-France), elle forme 60% des ingénieurs textiles français.
L'établissement est membre de la conférence des grandes écoles (CGE), de la conférence des directeurs des écoles française d'ingénieurs (CDEFI), et fut une composante de la comUE Lille Nord-de-France.
Le 1er janvier 2022, l'ENSAIT a rejoint, en tant qu'établissement-composante, la nouvelle « Université de Lille », formée avec les facultés de université de Lille, l'École supérieure de journalisme de Lille (ESJ Lille), SciencesPo Lille, et l'École nationale supérieure d'architecture et de paysage de Lille (ENSAPL). C'est le 22 avril 2021 que les conseils d'administration des quatre établissements ont voté en faveur du projet de création de la nouvelle entité.

## Histoire

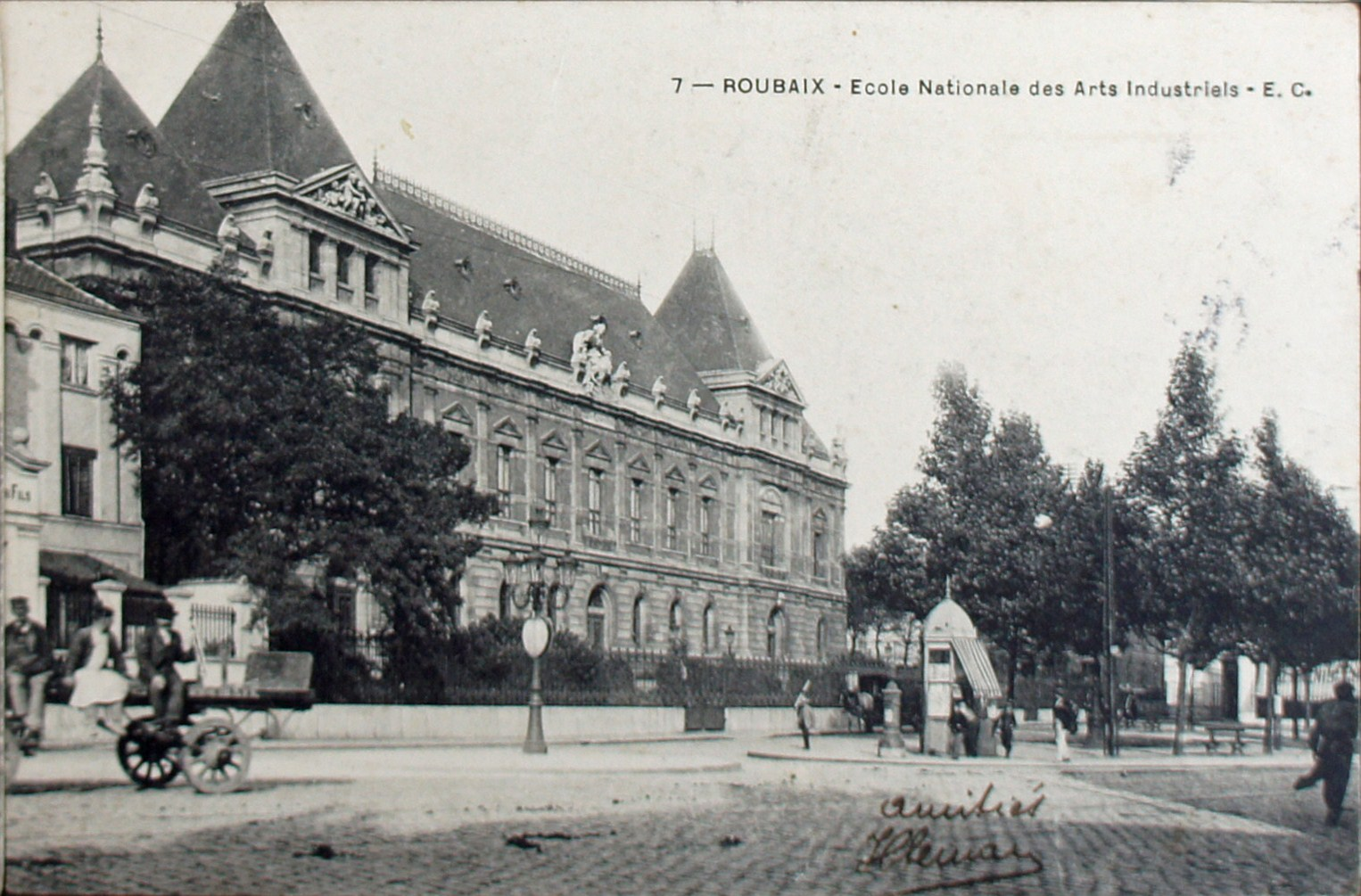
Carte postale envoyée le 10 octobre 1906 représentant Roubaix et l'école nationale des arts industriels

En 1876, le Conseil municipal de Roubaix - désireux de donner satisfaction aux vœux de la population de disposer d'un enseignement spécial et adapté aux besoins d'une grande ville industrielle - adopte la création d'un établissement destiné à regrouper sur un point central les écoles académiques (tissage, dessin…) avec leurs collections, le musée artistique et industriel, et la bibliothèque, auparavant disséminés dans la ville[réf. nécessaire].
L'école fut fondée en 1889 sous la dénomination École nationale des arts industriels (ENAI) et construite par l'architecte nordiste Ferdinand Dutert. Elle est inscrite à l'inventaire supplémentaire des monuments historiques. Elle est créée par l'État en absorbant les différentes écoles textiles fondées par la municipalité.
L'ENAI offre initialement des enseignements en arts décoratifs, à la mécanique, à la physique et à la chimie qu'à la teinture et au tissage. Vers 1910, l'école se spécialise et devient "université textile". En 1920, Eugène Motte l'appelle "notre école lainière de Roubaix-Tourcoing". Elle devient l'ENSAIT (École nationale supérieure des arts et industries textiles) en 1921.
Après la loi Savary, l’école prend le statut d’établissement public à caractère administratif en 1989. En 2003, l’école prend le statut d’établissement public à caractère scientifique, culturel et professionnel.
L'ENSAIT participe à la conception de la première éolienne à voile inaugurée en 2013.
En 2017, un projet de rapprochement entre l'ENSAIT, l'École centrale de Lille et l'École nationale supérieure de chimie de Lille échoue par suite du refus du statut d'établissement unique par le ministère de l'enseignement supérieur.

## Enseignement et recherche

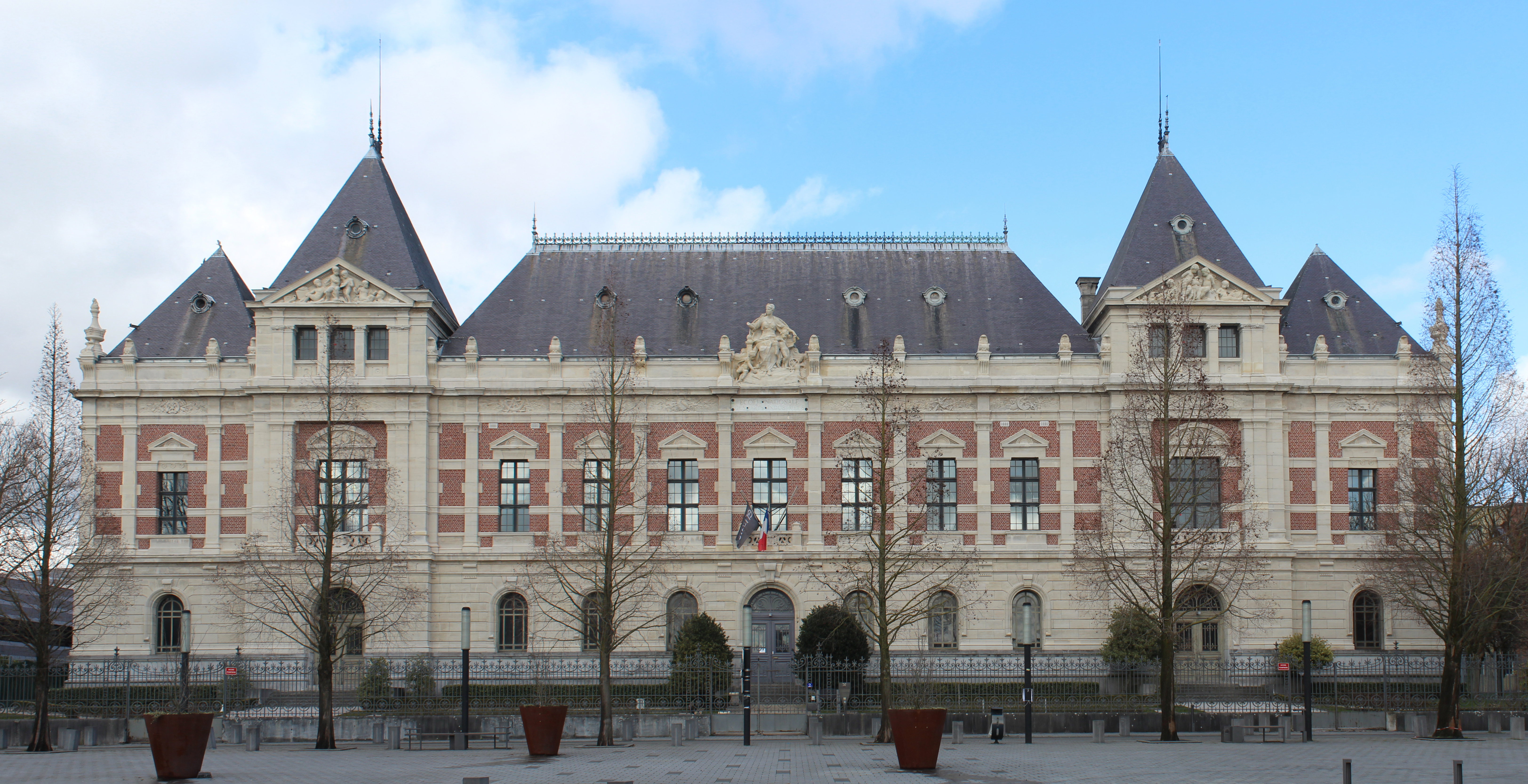
Le bâtiment en 2018.

### Cycle ingénieur
D'après la CTI les caractéristiques des diplômes, en 2018, sont les suivants :
| Intitulé du diplôme d'ingénieur                                                   | Statut                                    | Accréditation | Label   |
| --------------------------------------------------------------------------------- | ----------------------------------------- | ------------- | ------- |
| Ingénieur diplômé de l'Ecole nationale supérieure des arts et industries textiles | Formation initiale sous statut d'étudiant | Maximale      | EUR-ACE |
| Ingénieur diplômé de l'Ecole nationale supérieure des arts et industries textiles | Formation initiale sous statut d'apprenti | Maximale      | EUR-ACE |
| Ingénieur diplômé de l'Ecole nationale supérieure des arts et industries textiles | Formation continue                        | Maximale      | EUR-ACE |

L'école propose deux filières de formation pour obtenir le diplôme d'ingénieur reconnu par la Commission du Titre d’ingénieur :
- Formation classique[11] avec des enseignements (cours, conférences, séminaires, travaux dirigés, travaux pratiques), des travaux personnels (stages en entreprise ou, Projet Industriel d'Innovation, participation aux manifestations professionnelles), des projets en groupe[2].
- Formation par apprentissage[12] avec une première expérience professionnelle, un salaire tout au long de la formation, une immersion à l'international avec 10 semaines à l'étranger[2],.

Elle délivre aussi un mastère spécialisé Management et Innovation dans la mode[réf. nécessaire].

### Recherche
Le laboratoire de recherche GEnie des Matériaux TEXtiles de l'ENSAIT (GEMTEX) est associé au pôle de compétitivité UP-TEX et au Centre européen des textiles innovants. En 2013, le laboratoire annonce la mise au point d'un textile lumineux constitué de fibres optiques qui répartit la lumière de manière homogène sur toute la surface du corps, une nouvelle forme de photothérapie. La diffusion lumineuse est contrôlée par des sources laser et permet un traitement amélioré du cancer de la peau,. En 2015, le laboratoire explore les applications des matériaux électrochromes sur le textile.

## Association des diplômés
L'AIENSAIT (Association des Ingénieurs ENSAIT) est fondée par les diplômés en 1887. Elle compte 3500 membres  dans 40 pays. Elle vise à réunir l'ensemble des acteurs qui gravitent autour de l'école, et plus particulièrement ses ingénieurs. L'AIENSAIT est régie par la loi de 1901. Ses objectifs principaux sont  d'entretenir des relations amicales et professionnelles entre ses membres afin de développer une synergie d'aide mutuelle, aider les diplômés dans leur insertion professionnelle, représenter et défendre les intérêts des diplômés, et affirmer et promouvoir l'image de l'ENSAIT[réf. nécessaire].

## Classements
- 2018 : 47e place sur 130 du palmarès du magazine L'Usine nouvelle[16]